# Sottens
Sottens är en ort i kommunen Jorat-Menthue i kantonen Vaud i Schweiz. Den är kommunens huvudort och ligger cirka 17 kilometer nordost om Lausanne. Orten har 344 invånare (2021).
Orten var före den 1 juli 2011 en egen kommun, men slogs då samman med kommunerna Montaubion-Chardonney, Peney-le-Jorat, Villars-Mendraz och Villars-Tiercelin till den nya kommunen Jorat-Menthue.